# Puerto-ricanische Volleyballnationalmannschaft der Männer
Die puerto-ricanische Volleyballnationalmannschaft der Männer ist eine Auswahl der besten puerto-ricanischen Spieler, die die Federación Puertorriqueña de Voleibol bei internationalen Turnieren und Länderspielen repräsentiert.

## Geschichte

### Weltmeisterschaft
Bei ihrer ersten Teilnahme an einer Volleyball-Weltmeisterschaft kamen die Puerto-Ricaner 1974 nicht über den 23. Platz hinaus. 1982 steigerten sie sich auf Rang 15. Bei der WM 2006 wurden sie Zwölfter.

### Olympische Spiele
Puerto Rico konnte sich noch nie für Olympische Spiele qualifizieren.

### NORCECA-Meisterschaft
Die Puerto-Ricaner waren außer 1975 und 1979 an allen NORCECA-Meisterschaften beteiligt. Bei der Premiere 1969 wurden sie Sechster, danach dreimal Vierter. In den 1980er Jahren belegten sie jeweils zweimal den fünften und sechsten Rang, ehe sie 1989 im eigenen Land wieder Vierter wurden. Von 1991 bis 2005 erreichten sie sieben Mal den fünften Platz, nur 1995 waren sie einen Rang besser. Ihr bestes Resultat erzielten sie bei der Meisterschaft 2007, als sie erst im Finale dem Gastgeber USA unterlagen.

### World Cup
Beim World Cup 2007 belegte Puerto Rico den sechsten Platz.

### Weltliga
Bei der ersten Weltligateilnahme 2011 kam Puerto Rico nicht über die Vorrunde hinaus.